# 東南薩塔昆塔次區
東南薩塔昆塔次區（芬蘭語：Kaakkois-Satakunnan seutukunta）是芬蘭薩塔昆塔區一個已於2004年被廢除的次區。

## 區劃
東南薩塔昆塔次區由以下6個市鎮組成（其中2個市鎮擁有「城市」的稱號）：
- 胡伊蒂寧（Huittinen，城市）
- 科凱邁基（Kokemäki，城市）
- 克於利厄（芬蘭語：Köyliö，市鎮）
- 蓬卡萊敦（芬蘭語：Punkalaidun，市鎮）
- 賽屈萊（Säkylä，市鎮）
- 萬普拉（Vampula，市鎮）

2004年被廢除後，克於利厄和賽屈萊被劃入勞馬次區；胡伊蒂寧、科凱邁基、萬普拉被劃入波里次區。 2005年，蓬卡萊敦被劃入皮尔坎马区的西南皮爾坎馬次區。2009年，萬普拉被併入胡伊蒂寧。